# Ирина Палеологина
Вижте пояснителната страница за други личности с името Ирина Палеологина.
 За византийската императрица вижте Ирина Палеологина (съпруга на Матей Кантакузин).  
Ирина Палеологина Асенина (на гръцки: Εἰρήνη Παλαιολογίνα Άσανίνα) е византийска принцеса и българска царица, съпруга на българския цар Иван Асен III (1279 – 1280). Дъщеря е на византийския император Михаил VIII Палеолог.

## Биография
Родена е преди 1261/1262 г. и е най-голямата от дъщерите на император Михаил VIII Палеолог и съпругата му Теодора.

### Българска царица
През 1277 г. избухва въстанието на Ивайло, което се развива доста успешно: цар Константин Асен е посечен и се очертава съюз между Ивайло и овдовялата царица Мария Палеологина, стремяща се да запази престола за сина си Михаил. Този съюз плаши византийския император Михаил VIII Палеолог, понеже Мария е негов заклет враг. С амбицията да се намеси във вътрешните междуособици в България и да провали плановете на българската царица Мария, първоначално Михаил VIII Палеолог предлага ръката на Ирина на Ивайло, надявайки се изкушението да стане зет на василевса да привлече бунтовника на страната на ромеите. Ивайло обаче категорично отхвърля предложението, което принуждава императора да пусне в ход резервен план – в началото на 1278 г. в Константинопол е доведен Иван Асен, синът на бившия български цар Мицо Асен. Иван Асен е обявен за български цар, като претенциите му върху търновския престол са оправдани с родството му по женска линия с Асеневата династия – майка му е дъщеря на цар Иван Асен II. Веднага след това, на изключително тържествена церемония през лятото на същата годин Ирина е омъжена за новия български цар. След това, придружени от значителна византийска войска, Иван Асен и Ирина потеглят за България, като на зетя на императора е обещано, че ако мисията му в България се провали, бракът му с Ирина ще бъде запазен и като компенсация той ще получи деспотска титла.
През пролетта на 1279 г. Иван Асен III и Ирина успяват да влязат в Търново, подпомогнати от ромейските войски и с подкрепата на част от болярската опозиция, преследвана от царица Мария. Византийските хронисти пишат, че новата царска двойка не се чувствала „особено уютно“ в Търновския дворец, заобиколена от врагове. Сред най-опасните им противници е боляринът Георги I Тертер, който не крие аспирациите си към престола. Не по-малко проблеми предизвиква и Ивайло, който след битката с татарите при Дръстър, се насочва отново към Търново.
За да се противопостави на Ивайло и да укрепи позициите на марионетките си в Търново, Михаил Палеолог изпраща към България през лятото на 1279 византийски войски. На 17 юли византийските части са разбити от Ивайло край Девня. Месец по-късно, на 15 август, е обърната в бяг и другата армия, изпратена на помощ на управляващите. Положението на Иван Асен III и Ирина става нетърпимо и с помощта на малкото останали им верни хора те напускат Търново. При бягството си те задигат тайно царската хазна и се устремяват към Месемврия, откъдето с кораб се добират до Константинопол. Тук двойката е посрещната изключително зле от императора, който обвинява и двамата в маладушие и страхливост заради бягството им от България и провала на плановете му там: Ирина и съпругът ѝ били принудени да чакат с дни в един крайстолучен манастир, преди да бъдат приети лично от Михаил VIII. Все пак съгласно предварителната договореност Иван Асен е обявен за деспот, а Ирина за деспина, след което семейството се установило в обширните бащини владения на Иван Асен край река Скамандър в Мала Азия.

### Последни години
След смъртта на Иван Асен III около 1302 г. съдбата на Ирина Палеологина е тясно свързана с тази на дъщеря ѝ Мария, която през 1303 г. се омъжила за водача на каталанските наемници Роже дьо Флор. През 1304 г. Ирина дори била изпратена от брат си в Кизик, където по това време се намирал зет ѝ, за да го убеди незабавно да се отправи с хората си на поход срещу турците. След победоносната кампания в Мала Азия, през пролетта на 1304 г. Роже дьо Флор се завърнал в Константинопол и бил удостоен от Андроник II с титлата кесар. Каталанският водач се установил в Галиполи, където имал собствен двор, в който основна роля играели неговите роднини от византийския клон на династията Асеневци. Според Мунтанер, в края на 1304 г. там пребивавала Ирина, заедно с дъщеря си и двама от синовете си, единият от които – Михаил Асен, бил близък с каталаните и Роже дьо Флор. По това време дъщеря ѝ Мария вече била бременна и скоро след това Ирина трябвало да я придружи обратно в Константинопол, където трябвало да се роди детето. Преди това обаче Ирина и Мария напразно се опитали да придумат Роже и хората му да не заминават за Адрианопол, където Роже трябвало да се срещне Михаил IX, когото Ирина отдавна подозирала, че завижда на Роже и дебне сгоден случай, за да погуби него и хората му.
В историята на Георги Пахимер се съобщава, че няколко години по-късно, през 1308 г., Ирина се опитва да разбунтува латините срещу брат си Андроник II. Поводът за действията ѝ според Георги Пахимер било убийството на зет ѝ Роже дьо Флор през 1305 г. Тъй като действията ѝ са разкрити, Ирина е поставена под домашен арест в двореца:
| „ | Неочаквано дойде Баригерий с извънредно голям кораб... И той проводи пратеници предварително и съобщи твърде страшни работи за сестрата на императора, вдовицата на Асен. Той съобщаваше, че тя изпратила при тях доверения си човек Канавурий и ги подстрекавала срещу императора по причина на стария си гняв заради кесаря. Когато императорът узна това, той разследва и научи отчасти това, което бе узнал. Той се разгневи на сестра си и я затвори в двореца, като остави нещата около нея да бъдат разследвани по-обстойно... | “ |

По-нататъшната съдба на Ирина Палеологина остава неизвестна. Годината и обстоятелствата около смъртта ѝ не се споменават в изворите. На нея Манул Фил обаче посвещава две стихотворни епитафии, в които хвали нейното благородство, грижите ѝ за децата и внуците, както и състрадателността ѝ към бедните.

## Наследници
От брака между Иван Асен III и Ирина се раждат седем деца – пет сина и две дъщери:
1. Михаил Асен
2. Андроник Асен
3. Исак Асен
4. Мануил Асен
5. Константин Палеолог Асен
6. Теодора Палеологина Асенина – омъжена за Феран Ксименес д'Аунес, сподвижник на Роже дьо Флор. Впоследствие е имала втори брак с визнатийския военачалник Мануил Тагарис.
7. Мария Асенина Палеологина – омъжена за Роже дьо Флор, мега дукс на Византия и предводител на Каталанската Компания.

Така се появява големият византийски клон на Асеневата династия.

## Цитирани източници
- Гръцки извори за българската история, Т. X. София: БАН, 1980, http://www.promacedonia.org/gibi/10/index.html
- Рамон Мунтанер. Хроника (Експедицията на каталонците на Изток) (превела Росица Панова, под редакцията на Иван Божилов), Поредица „Световно историческо наследство". Издателство „Наука и изкуство", 1994, https://macedonia.kroraina.com/rmh/index.htm
- Божилов, Иван (1994). Фамилията на Асеневци (1186 – 1460). Генеалогия и просопография. София: Издателство на БАН „Марин Дринов“, https://djvu.online/file/dujTvm6kCmbQL
- Тъпкова-Заимова, Василка; Димитров, Димитър; Павлов, Пламен (2011). Византия и византийският свят. София: Просвета, ISBN 978-954-01-2427-8, https://www.dropbox.com/s/lqhcfzlcibeg4i3/Kolektiv%20-%20Vizantiya%20i%20vizantiyskiyat%20svyat.pdf?dl=0
- Павлов, Пламен (2020). Първите дами на Средновековна България. София: Издателство Българска история – БИ 93
- ((de)) Trapp, Erich; Beyer, Hans-Veit; Walther, Rainer et al. (2001) [1976–1996]. 16890 Μαρία (Maria). – Prosopographisches Lexikon der Palaiologenzeit, CD-ROM Version. Wien: Verlag der Österreichischen Akademie der Wissenschaften, ISBN 3-7001-3003-1, https://archive.org/details/ErichTrappProsopographischesLexikonDerPALAIOLOGENZEIT/mode/2up
- ((en)) Kubina, Krystina (2013). Manuel Philes and the Asan Family. Two inedited poems and their context in Philes’ œuvre (including editio princeps). – JÖB, Jahrbuch der Österreichischen Byzantinistik. Wien: Österreichische Akademie der Wissenschaften,  177-198, doi:10.1553/joeb63s177, ISBN 978-3-7001-7582-7, ISSN 0378-8660, https://www.academia.edu/4048396/Manuel_Philes_and_the_Asan_family_Two_inedited_poems_and_their_context_in_Philes_oeuvre_including_editio_princeps_